# Partei des Demokratischen Sozialismus
 Der er for få eller ingen kildehenvisninger i denne artikel, hvilket er et problem. Du kan hjælpe ved at angive troværdige kilder til de påstande, som fremføres i artiklen.

Partei des Demokratischen Sozialismus (forkortet: PDS), fra juli 2005 Die Linkspartei. PDS (Forkortet: Die Linke.PDS), var et tysk socialistisk parti, der var aktivt fra 1990 til 2007. 
Partiet blev ledet af Gregor Gysi (1990–1993), Lothar Bisky (1993–2000 og 2003–2007) og Gabi Zimmer (2000–2003).

## Stiftelse og tiden i DDR
PDS blev stiftet i 1990 som efterfølger til det nedlagte kommunistparti Sozialistische Einheitspartei Deutschlands (SED) i DDR. Efter Murens fald var SED udsat for et betydeligt pres i DDR, og på partidagene i december 1989 blev det besluttet at omdanne SED til et parti, der bekendte sig til demokratisk socialisme, hvorfor SED ændrede navn til ‘Sozialistische Einheitspartei Deutschlands/Partei des Demokratischen Sozialismus’, forkortet SED/PDS. SED/PDS opgav kort efter i januar 1990 ‘Sozialistische Einheitspartei Deutschlands‘ som en del af sit navn, og kaldte sig herefter alene Partei des Demokratischen Sozialismus, forkortet PDS. 
Partiet stillede op til det første (og eneste) demokratiske valg til DDR's Volkskammer den 18. marts 1990, hvor partiet opnåede 16,2% af stemmerne.

## Tiden i Forbundsrepublikken
Efter Tysklands genforening blev Volkskammer opløst, og der blev den 2. december 1990 afholdt valg til det genforenede Tysklands forbundsdag. Ved Forbundsdagsvalget 1990 opnåede PDS blot 2,4% af stemmerne. Partiet opnåede næsten udelukkende stemmer i Østtyskland. I det gamle Vesttyskland opnåede partiet blot 0,3 % af stemmerne, hvorimod partiet i den tidligere Østtyskland opnåede 11,1% af stemmerne.

## Sammenlægning med WASG til Die Linkspartei.PDS
Forud for valget i 2005 skiftede partiet navnet til Die Linkspartei.PDS og fusionerede i 2007 med Oskar Lafontaines WASG. Det fusionerede parti tog navnet Die Linke.
Årsagen til det nye navn var, at de socialdemokratiske udbrydere i WASG ikke kunne identificere sig med navnet PDS, der var navnet på SEDs arvtager. Det var længe strid om det nye partinavn; PDS ønskede at beholde "socialisme" i navnet, mens WASG afviste dette, da WASG anså, at navnet PDS ikke kunne formidles til vælgere udenfor det gamle DDR. Den 5 juli 2005 blev man enige om et kompromis, at man i fælles sammenhæng kun brugte "Die Linke.PDS". Ved forbundsdagsvalget i 2005 fik partiet 8,7 procent af stemmerne, og var dermed repræsenteret med 54 medlemmer i Forbundsdagen.
Die Linkspartei.PDS blev overvåget af Bundesamt für Verfassungsschutz, nævnt i Verfassungsschutzbericht og klassificeret som et venstreekstremt parti.

## Lokalt
Partiet sad i delstatsregeringerne i Mecklenburg-Vorpommern og Berlin. 